# Anastasius II
Anastasius II, född i Rom, död 19 november 498, var påve från den 24 november 496 till sin död två år senare, 19 november 498.

## Biografi
Anastasius var romare, och han är den tidigaste påve som ännu inte har helgonförklarats av katolska kyrkan. Uppgiften som tidigare cirkulerade att han författade ett brev till Klodvig I för att gratulera att denne konverterat till kristendomen, har visat sig vara ett falsarium från 1600-talet. Anastasius krävde att Acacios, patriark av Konstantinopel, skulle få sitt namn avlägsnat från diptykerna, men erkände patriarkens sakramentala gärningar, ett förhållningssätt som misshagade romarna. Han fördömde också traducianismen.
För den försonlighet som han hade böjelse för, klandrades han häftigt av författaren till Liber Pontificalis. Denna tradition av förebråelse var så stark, att Dante placerade Anastasius i helvetet i Divina commedia.
Av kyrkans 50 första påvar är Anastasius II, tillsammans med Liberius, en av endast två påvar som inte vördas med helgonkult inom Romersk-katolska kyrkan.